# Hummer
La Hummer (High Utility Maximum Mobility Easy Rider) è una linea di veicoli fuoristrada e SUV statunitensi, noti come H1, H2 e H3. Il nome Hummer è nato nel 1992, quando la AM General, costruttrice del veicolo per l'esercito statunitense High Mobility Multipurpose Wheeled Vehicle (HMMWV), meglio noto come Humvee, decise di produrne una versione civile, l'H1.

## Storia
Creato nel 1992 dalla AM General, dal 1999 il marchio Hummer era diventato di proprietà della General Motors, sebbene la produzione rimanesse a cura della AM General. All'H1 sono stati affiancati il più piccolo H2 nel 2003 e l'H3 nel 2005, ancora più ridotto. La produzione degli H2 e H3 da alcuni anni era affidata anche a fabbriche in Sudafrica e Russia, mentre dalla fine del 2006 l'H1 non è più commercializzato in versione civile a causa delle dimensioni, dei consumi elevati e per l'abbattimento delle emissioni inquinanti.
Il 2 giugno 2009 General Motors comunica l'avvio della trattativa di vendita della divisione Hummer alla cinese Sichuan. A febbraio 2010 la GM annuncia il fallimento delle trattative e la conseguente chiusura dell'azienda. 
Nel 2019, la General Motors annuncia la creazione di un fuoristrada elettrico con marchio Hummer. Il nuovo veicolo che è stato annunciato per il rilancio del marchio è stato il GMC Hummer EV, che ha iniziato la produzione nel 2020 ed è stato distribuito a partire dal 2022.

## Modelli prodotti

### H1

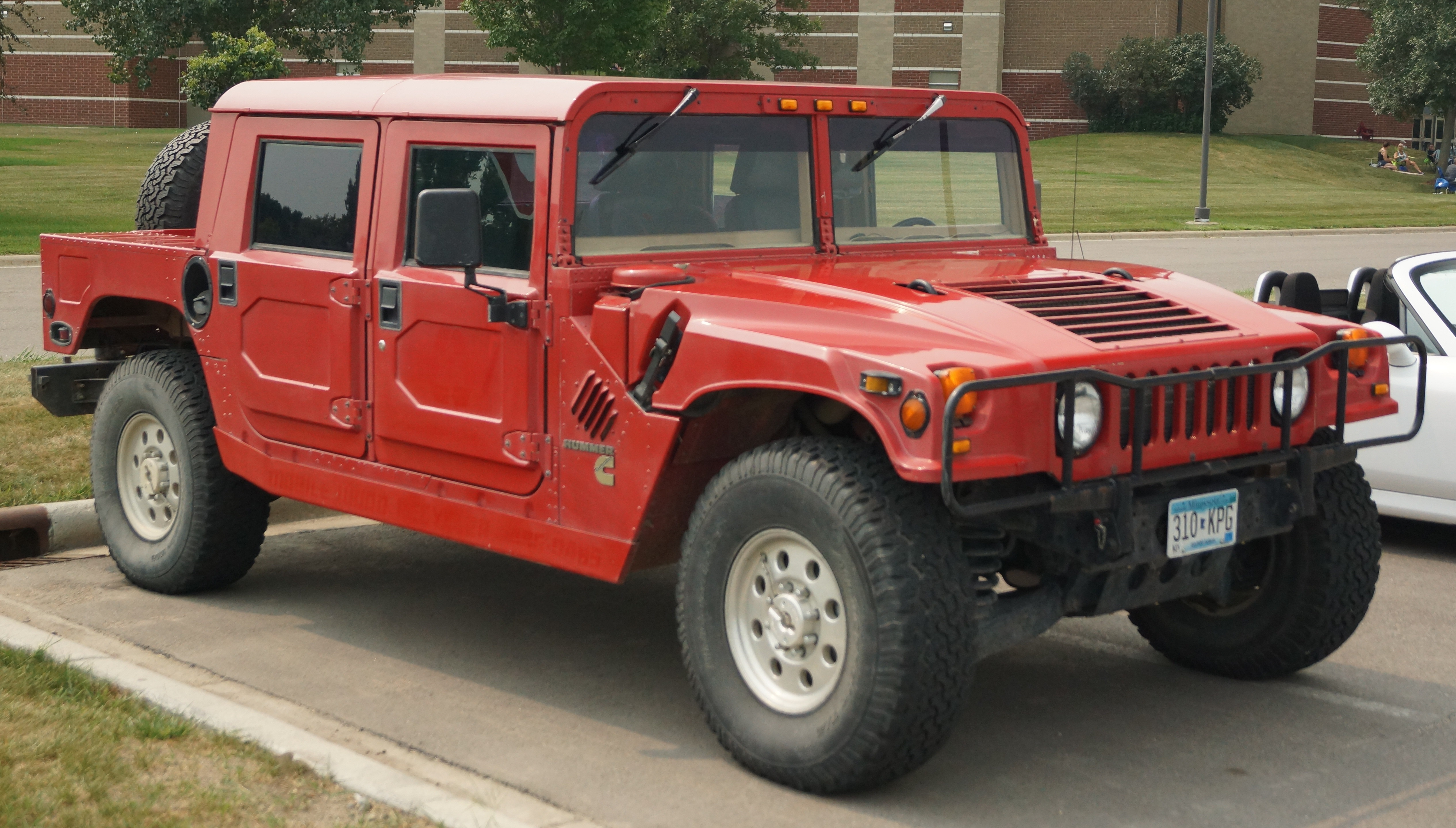
Hummer H1

La versione H1 è il modello più rude e grande della gamma. In Italia era proposto con prezzo a partire da 189.780 euro fino al 2006, quando poi ha smesso di essere commercializzato. Il mezzo originale è stato derivato da quello inizialmente usato dall'esercito statunitense come mezzo di trasporto del personale o di difesa missilistica antiaerea; la prima versione civile nasce sotto richiesta di una versione omologata, da parte del famoso attore e governatore della California, Arnold Schwarzenegger, seguita poi dalla produzione in serie dell'Hummer H1 in versione civile e quindi omologabile.
La prima serie ha un motore V8 diesel con cilindrata 6,5 litri che sviluppa 185 CV a 3.800 giri/min con una coppia massima di 798 N·m a 1.800 giri/min. La sua velocità massima (autolimitata) è di 145 km/h, mentre il peso del mezzo è di circa 3.429 kg.
La seconda serie (prodotta dal 2002) monta un motore V8 Turbodiesel  di 6,6 litri di cilindrata che eroga 295 CV e 612 Nm, capace di far registrare una velocità massima di oltre 140 km/h e un'accelerazione da 0 a 100 km/h in 13,5 secondi nonostante l'enorme mole. Il consumo è elevatissimo, attorno ai 4 km con un litro nel misto, ma grazie all'enorme serbatoio da 195 litri l'autonomia è di circa 750 km.

### H2

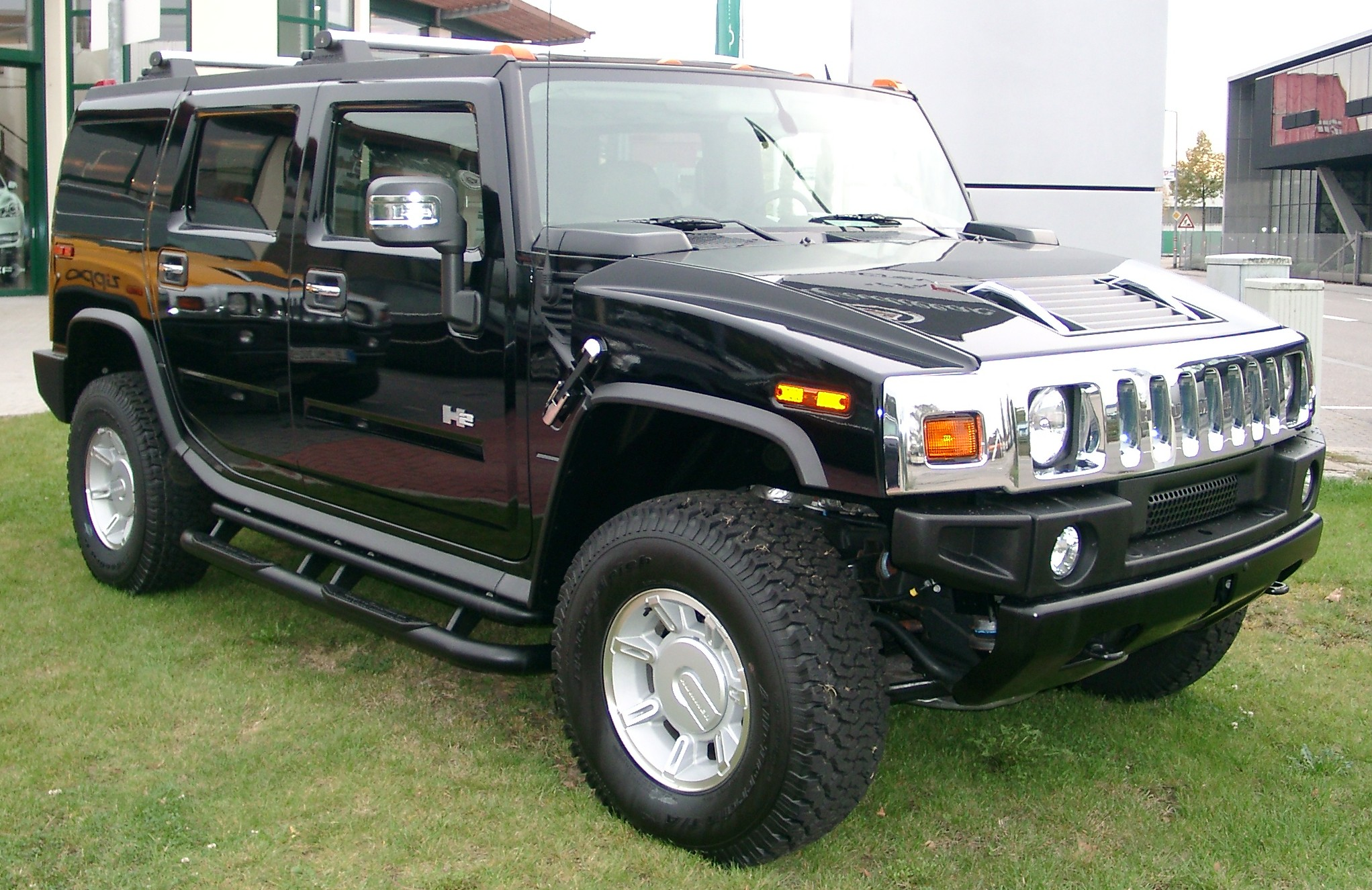
Hummer H2

Le versioni H2 (versione SUV classico) e H2 SUT (versione pick-up, SUT è acronimo di Sport Utility Truck) derivano in parte dai pick-up Chevrolet. Entrambe le versioni sono mosse da un motore 6.0 V8 che eroga 320 CV e 48 kgm di coppia motrice a 4.000 giri/min, vengono prodotte fino al 2007. In questa data l'H2 ha subito un lieve aggiornamento ed è stato dotato di un motore più potente da 6,2 litri di cilindrata capace di sviluppare 390 CV. Questo accoppiamento è necessario per spostare una massa che a vuoto è di circa 3.000 kg: con queste caratteristiche i consumi non possono che essere elevati, in media sono necessari 19 litri per percorrere 100 chilometri. La velocità massima è di 150 km/h autolimitata elettronicamente, e accelera da 0 a 100 km/h in 10,6 secondi.
Gli ingombri esterni sono notevoli, con lunghezze che partono da più di 4,90 m fino a 5,18 m e una larghezza che supera i 2 m.

### H3

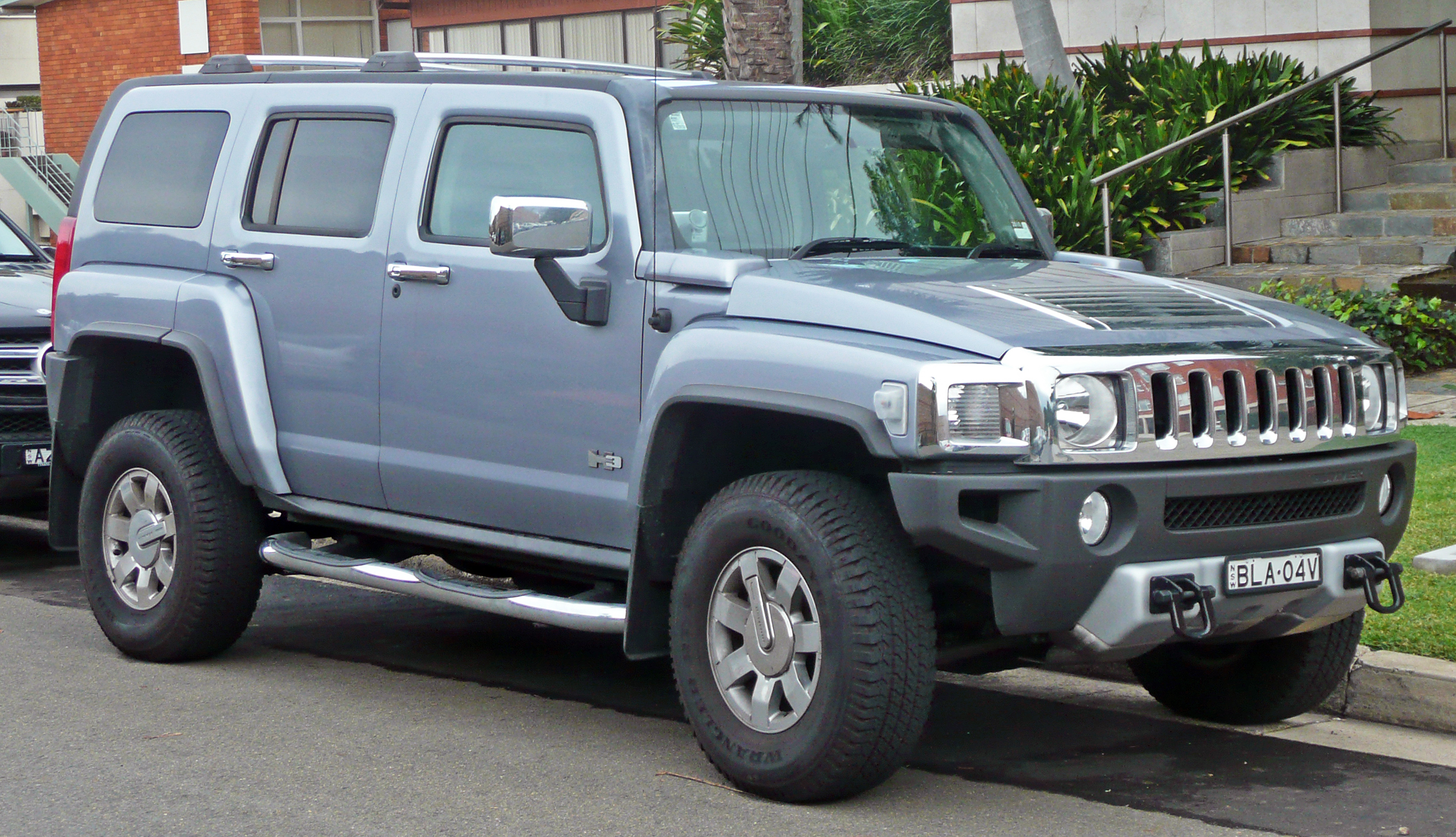
Hummer H3

Il modello più piccolo, l'H3, è stato commercializzato prima negli Stati Uniti e poi in Europa. L'H3 è concepito soprattutto per l'off-road, ove è ai margini del no-limits, e le strade in salita. Ciò comporta una minore predisposizione all'asfalto rispetto agli altri fuoristrada in commercio.
L'Hummer H3, rispetto ai precedenti modelli, ha delle dimensioni e degli ingombri esterni più contenuti che permettono di muoversi con maggiore praticità anche nelle strette vie delle città e delle campagne europee: misura 4.742 mm in lunghezza per 1.896 in larghezza e 1.893 in altezza. Il cambio è manuale a cinque marce (anche automatico con quattro marce, 4L60E, a richiesta) coadiuvato da una trazione integrale con riduttore (adatta al fuoristrada) a ripartizione 50-50 veloce e ridotta. Dal 2009 la versione Adventure è equipaggiata con il bloccaggio dell'asse anteriore e posteriore (oltre a quello centrale) mentre in quelle precedenti al 2009 solamente con il bloccaggio posteriore. Il motore è un cinque cilindri in linea a benzina di 3,7 litri di cilindrata che sviluppa una potenza di 245 CV che ha sostituito il precedente 3,5 litri. Data la sua mole di 2.194 kg, i consumi sono impegnativi, anche se minori rispetto alle due Hummer precedenti. La velocità massima è di circa 180 km/h.
Come le altre Hummer, si tratta di un'auto completamente personalizzabile: dalle luci di ingombro alle cromature, fino al telefonino cellulare e addirittura al "grill" marcato Hummer. Dal 2008 è stato messo in commercio anche un modello "sut" denominato H3T nelle versioni 3.5L, 3.7L e 5.3L, quest'ultima denominazione motore viene chiamata Alpha.
Dell'H3 esiste anche un modello limitato griffato da Calvin Klein. L'Hummer H3 è stata l'ultima auto prodotta dalla casa.

### HX

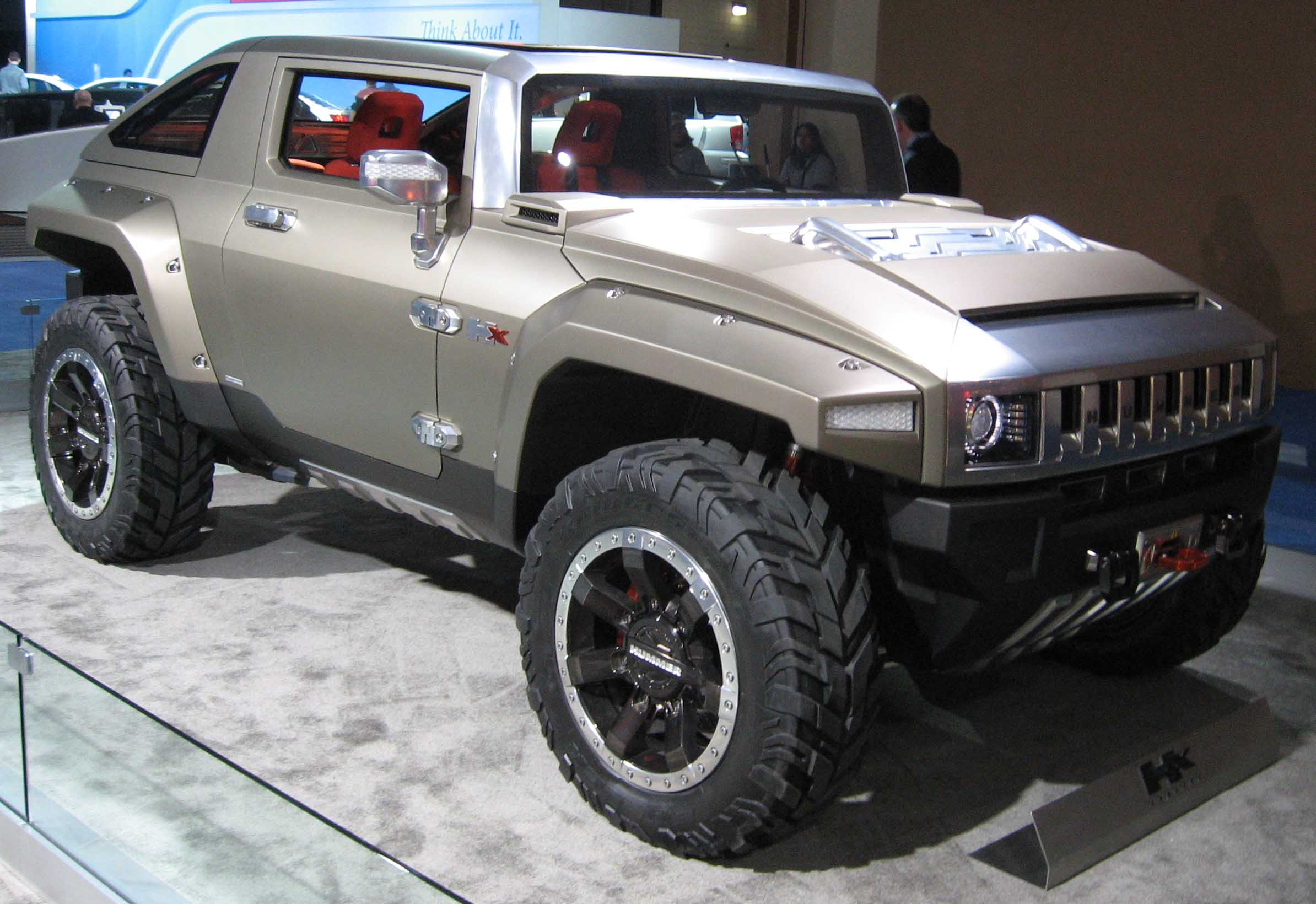
Hummer HX, una concept car esposta al Salone dell'automobile di New York nel 2009.

La Hummer HX è stata sviluppata nel 2008 come una concept car fuoristrada a due porte a cielo aperto, più piccola di altri modelli Hummer.